# Yamaha Virago 1100
La Yamaha Virago 1100 est une moto fabriquée par Yamaha Motor Corporation entre 1986 et 1999. C'était l'un des nombreux modèle de la ligne Virago positionnée comme une moto custom de grande taille avec une cylindrée de 1063 cm3. 
C'était l'une des rares motos de style custom disponibles avec un entraînement par arbre (au lieu d'une classique chaîne ou une courroie) et un moteur bicylindre en V de cette taille. Son style avec de nombreux éléments chromés était également distinctif. 

## Historique
La ligne Virago est née en 1981 avec la XV750. En 1982, la grosse 920 est commercialisée aux côtés de la 750. La 920 est redessinée en 1984 et la taille du moteur augmentée à 981 cm3 ce qui la fait redésigner XV1000. En 1986, la taille du moteur est de nouveau augmentée à 1 063 cm3, et la désignation est maintenant XV1100. 
Ce modèle a été abandonné en 2000 lorsque la gamme de motos «Star» a pris le relais en tant que ligne custom chez Yamaha. La DragStar 1100 est souvent considéré comme le successeur de la XV1100.

## Problèmes de démarreur
Selon le magazine Motorcyclist  la première Virago a un défaut de conception dans son système de démarrage. Le magazine affirme que ce défaut du démarreur existe sur les premiers modèles Virago (1982 et 1983). Le même système de démarrage a été installé sur les XV700 (produite jusqu'en 1986) et sur les XV920. La XV1000 avait un système amélioré depuis le début de sa production en 1984, qui ne présente pas ces défauts. Les XV1100 et XV750 (1989 et plus) ne présentent pas les défauts du système de démarrage retrouvés dans les anciens Viragos.
Motorcyclist Magazine  suggère de souder la couronne dentée à sa plaque d'appui pour résoudre le problème. D'autres solutions couramment utilisées sont l'utilisation de cales, qui était la solution proposée par Yamaha, mais également l'utilisation d'un nouveau pignon fou. Aucune de ces solutions n'est considérée ou a prouvé qu'elle était durable et permanente. L'application d'une seule d'entre elles ne résoudra pas les autres failles existantes du système. Néanmoins de grandes améliorations ont été signalées par les propriétaires de Virago qui les ont utilisé.